# Ramon Vancells i Casacuberta
Ramon Vancells i Casacuberta (Manresa, 1974) és un picapedrer i polític català.
Fou alcalde de Monistrol de Calders entre els anys 2015 i 2016, d'un govern en minoria. Després d'una moció de censura va ser succeït per Silvia Sànchez de CDC. A les eleccions al Parlament de Catalunya de 2017 es presenta en la setena posició. Va recuperar l'alcaldia a les eleccions municipals del 2019. La conservació de Ca l'Espardenyer, edifici històric del qual un consistori Convergent-ERC anterior havia decidit l'enderroc, va ser una de les controvèrsies majors.